# Hertig Johans torg
Hertig Johans torg är det centrala torget i Skövde, uppkallat efter Hertig Johan av Östergötland (1589–1618). Vid torget ligger Gamla rådhuset, köpcentrumet Commerce och Sankta Helena kyrka. Torget pryds av fontänen Livets brunn av Ivar Johnsson. År 2012 blev konstverket  omdebatterat efter att bland andra riksdagsledamoten Monica Green framfört som sin åsikt att statyn är kvinnoförnedrande och att kommunens konstchef Ingemar Arnesson framfört att verket borde rivas. Livets brunn vann över verket Gyllen när det gällde att ersätta Tritons brunn på Hertig Johans torg 1944. Konkurrenten Gyllen finns nu i Kyrkparken.
Från torget löper Hertig Johans gata till Skövde centralstation. År 2016 vann Land arkitektur tävlingen om att utforma Hertig Johans torg och Hertig Johans gata. Hertig Johans torg och gata nominerades till Landmärket 2022.